# 蓋拉赫河
48°52′24.2″N 11°1′24″E / 48.873389°N 11.02333°E

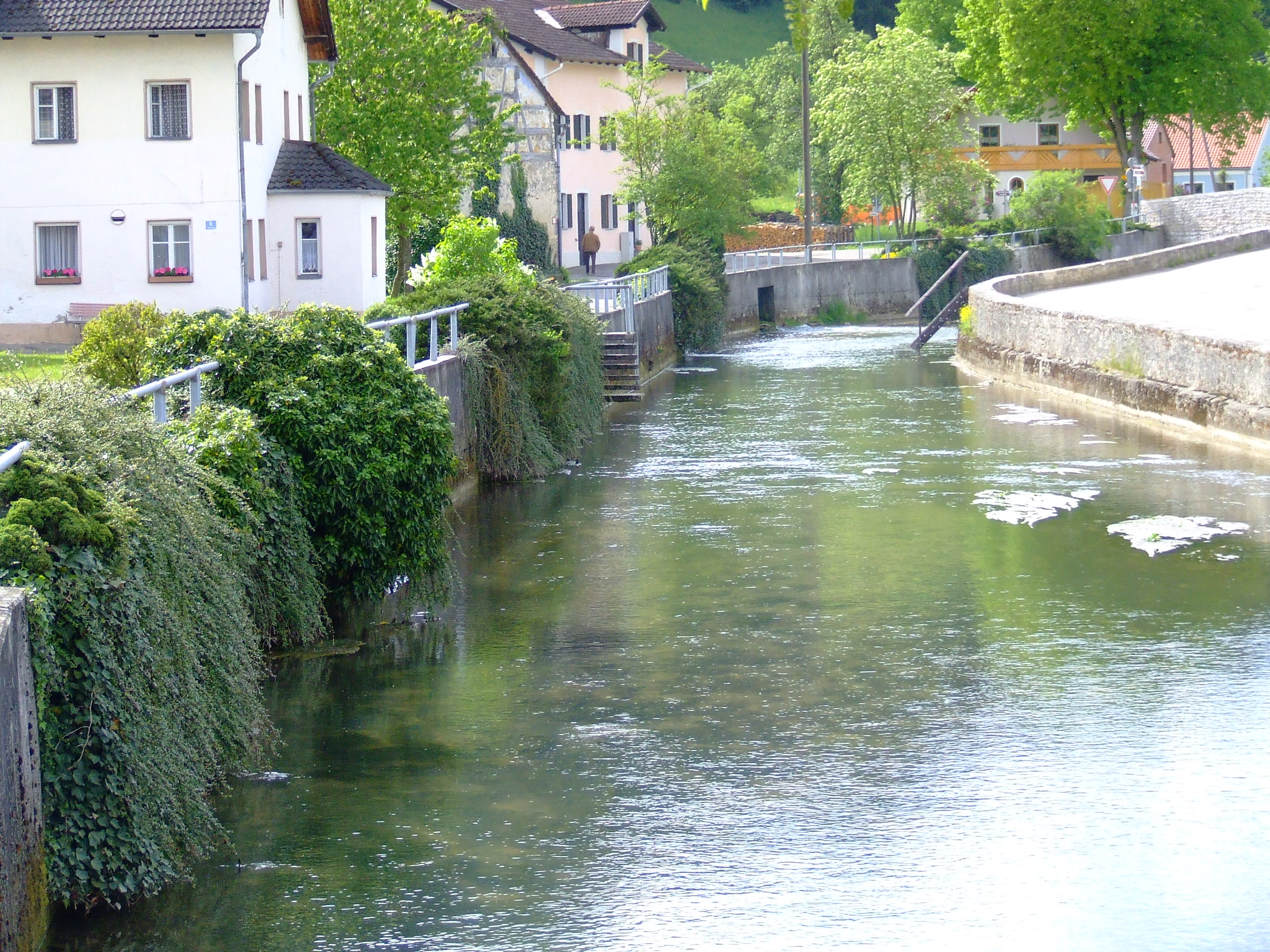

蓋拉赫河（德語：Gailach，發音：[ˈɡaɪlax]）是德國巴伐利亚州的河流，位於該國東南部，屬於阿爾特米爾河的右支流，河道全長21.7公里，流域面積78.7平方公里。